# Stockton Springs
Stockton Springs és una població dels Estats Units a l'estat de Maine (EUA). Segons el cens del 2000 tenia 1.481 habitants.

## Demografia
Segons el cens del 2000, Stockton Springs tenia 1.481 habitants, 628 habitatges, i 428 famílies. La densitat de població era de 29,2 habitants/km².
Dels 628 habitatges en un 28,7% hi vivien nens de menys de 18 anys, en un 55,7% hi vivien parelles casades, en un 8,8% dones solteres, i en un 31,7% no eren unitats familiars. En el 24,7% dels habitatges hi vivien persones soles el 10,2% de les quals corresponia a persones de 65 anys o més que vivien soles. El nombre mitjà de persones vivint en cada habitatge era de 2,36 i el nombre mitjà de persones que vivien en cada família era de 2,82.
Per edats la població es repartia de la següent manera: un 23,8% tenia menys de 18 anys, un 5,5% entre 18 i 24, un 27,9% entre 25 i 44, un 29% de 45 a 60 i un 13,9% 65 anys o més.
L'edat mediana era de 41 anys. Per cada 100 dones de 18 o més anys hi havia 92,3 homes.
La renda mediana per habitatge era de 37.050 $ i la renda mediana per família de 42.847 $. Els homes tenien una renda mediana de 34.886 $ mentre que les dones 23.750 $. La renda per capita de la població era de 18.370 $. Entorn del 8,5% de les famílies i el 12,1% de la població estaven per davall del llindar de pobresa.